# Екгардт Шульц
Екгардт Шульц (нім. Eckhardt Schultz, 12 грудня 1964) — німецький академічний веслувальник.
Олімпійський чемпіон 1988 року в складі вісімки.